# 2014년 동계 올림픽 대한민국 선수단

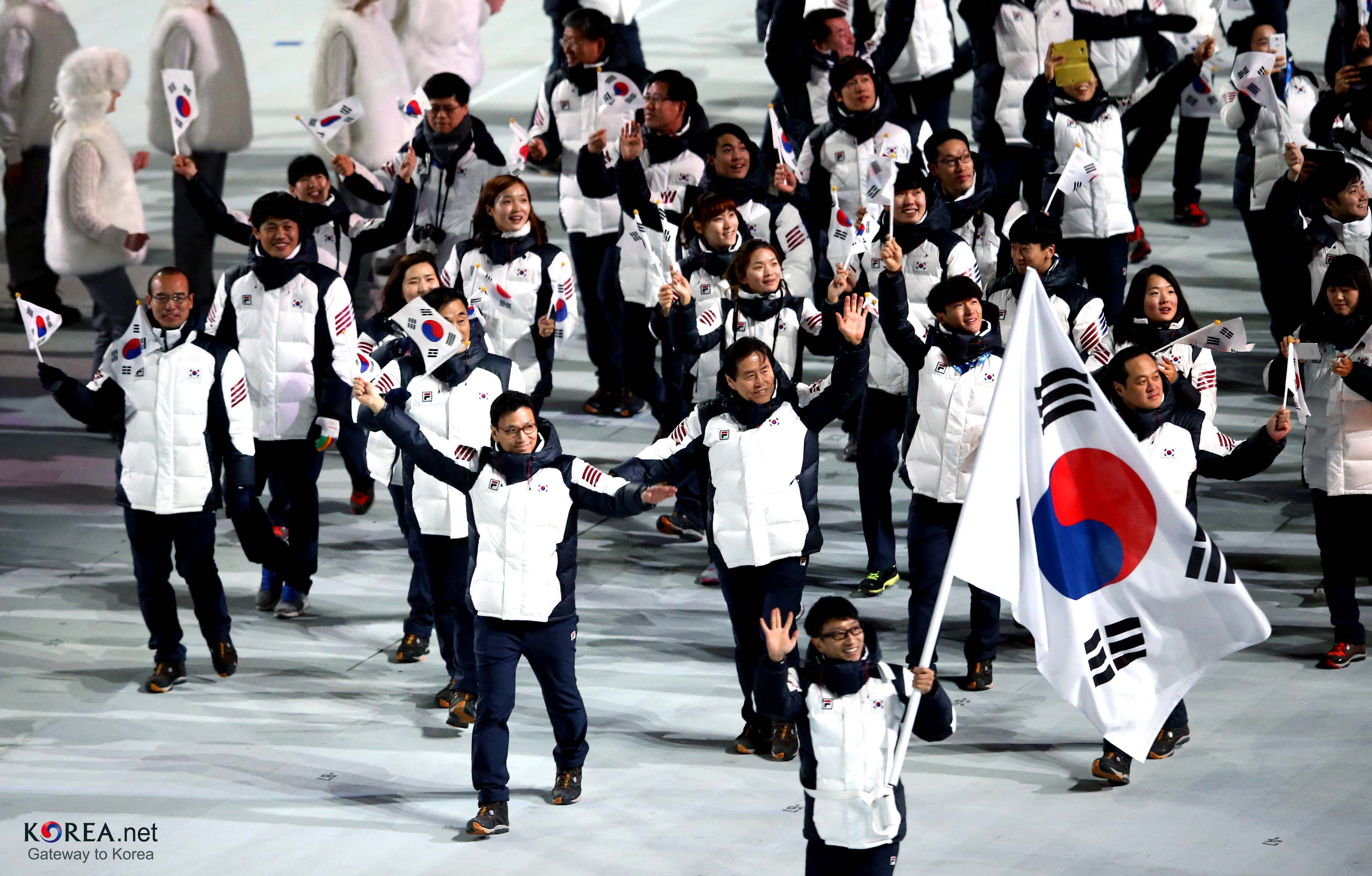
개막식에서 대한민국 선수단이 입장하고 있다.

대한민국은 2014년 2월 7일부터 23일까지 러시아 소치에서 열린 제22회 동계 올림픽에 선수 71명, 임원 49명으로 구성된 선수단을 파견했다. 현재까지 대한민국 동계 올림픽 선수단 역사상 가장 많은 선수단을 파견한 대회이다.

## 메달 집계

### 종목별 메달 집계
| 종목            | 1 | 2 | 3 | 합계 |
| 쇼트트랙        | 2 | 1 | 2 | 5    |
| 스피드 스케이팅 | 1 | 1 | 0 | 2    |
| 피겨 스케이팅   | 0 | 1 | 0 | 1    |
| 합계            | 3 | 3 | 2 | 8    |

### 메달리스트
| 메달   | 이름                               | 종목            | 세부 종목        | 날짜     |
| ------ | ---------------------------------- | --------------- | ---------------- | -------- |
| 금메달 | 이상화                             | 스피드 스케이팅 | 여자 500m        | 2월 11일 |
| 금메달 | 심석희 박승희 조해리 김아랑 공상정 | 쇼트트랙        | 여자 3,000m 계주 | 2월 18일 |
| 금메달 | 박승희                             | 쇼트트랙        | 여자 1,000m      | 2월 21일 |
| 은메달 | 심석희                             | 쇼트트랙        | 여자 1,500m      | 2월 15일 |
| 은메달 | 김연아                             | 피겨 스케이팅   | 여자 싱글        | 2월 20일 |
| 은메달 | 이승훈 주형준 김철민               | 스피드 스케이팅 | 남자 팀 추월     | 2월 22일 |
| 동메달 | 박승희                             | 쇼트트랙        | 여자 500m        | 2월 13일 |
| 동메달 | 심석희                             | 쇼트트랙        | 여자 1,000m      | 2월 21일 |

## 종목별 성적

### 루지
대한민국은 2013–14 루지 세계 선수권대회 결과에 따라 총 네 명의 선수가 개인 출전 자격을 얻었으며, 혼성 팀 계주에 출전할 수 있게 되었다.
| 선수                        | 세부 종목  | 1차 시기 | 1차 시기 | 2차 시기 | 2차 시기 | 3차 시기 | 3차 시기 | 4차 시기 | 4차 시기 | 합계     | 합계 |
| 선수                        | 세부 종목  | 기록     | 순위     | 기록     | 순위     | 기록     | 순위     | 기록     | 순위     | 합계     | 합계 |
| 김동현                      | 남자 1인승 | 54.207   | 36       | 54.603   | 36       | 53.795   | 34       | 53.780   | 37       | 3:36.385 | 35   |
| 조정명 박진용               | 남자 2인승 | 51.643   | 18       | 51.475   | 17       | 빈칸     | 빈칸     | 빈칸     | 빈칸     | 1:43.118 | 18   |
| 성은령                      | 여자 1인승 | 52.173   | 30       | 51.960   | 31       | 52.486   | 31       | 52.124   | 29       | 3:28.743 | 29   |
| 조정명 김동현 박진용 성은령 | 단체 계주  | 56.174   | 12       | 57.986   | 12       | 58.469   | 11       | 빈칸     | 빈칸     | 2:52.629 | 12   |

### 바이애슬론
2012 / 2013년 세계선수권대회 결과에 따라 대한민국은 남자 1인, 여자 1인의 총 두 명의 선수가 출전하게 되었다.
| 선수   | 세부 종목           | 기록    | 사격 실수   | 순위 |
| 이인복 | 남자 10km 스프린트  | 28:35.9 | 1 (0+1)     | 82   |
| 이인복 | 남자 20km 개인      | 57:29.0 | 1 (0+1+0+0) | 73   |
| 문지희 | 여자 7.5km 스프린트 | 24:32.0 | 1 (0+1)     | 74   |
| 문지희 | 여자 15km 개인      | 54:06.7 | 3 (0+0+2+1) | 69   |

### 봅슬레이
| 선수                         | 세부 종목  | 1차 시기 | 1차 시기 | 2차 시기 | 2차 시기 | 3차 시기 | 3차 시기 | 4차 시기   | 4차 시기   | 합계    | 합계 |
| 선수                         | 세부 종목  | 기록     | 순위     | 기록     | 순위     | 기록     | 순위     | 기록       | 순위       | 기록    | 순위 |
| 김동현* 전정린               | 2인승 남자 | 57.78    | 25       | 57.76    | 24       | 57.73    | 24       | 진출 못 함 | 진출 못 함 | 2:53.27 | 25   |
| 서영우 원윤종*               | 2인승 남자 | 57.41    | 18       | 57.20    | 18       | 57.58    | 21       | 57.08      | =16        | 3:49.27 | 18   |
| 전정린 서영우 석영진 원윤종* | 4인승 남자 | 55.82    | 21       | 55.97    | 20       | 56.25    | 22       | 55.88      | =17        | 3:44.22 | 20   |
| 김동현* 김경현 김식 오제한   | 4인승 남자 | 56.98    | 30       | 56.77    | 29       | 56.89    | 29       | 진출 못 함 | 진출 못 함 | 2:50.64 | 28   |
| 김선옥 신미화                | 2인승 여자 | 1:00.09  | 19       | 1:00.02  | 18       | 1:00.44  | 18       | 1:00.26    | 18         | 4:00.81 | 18   |

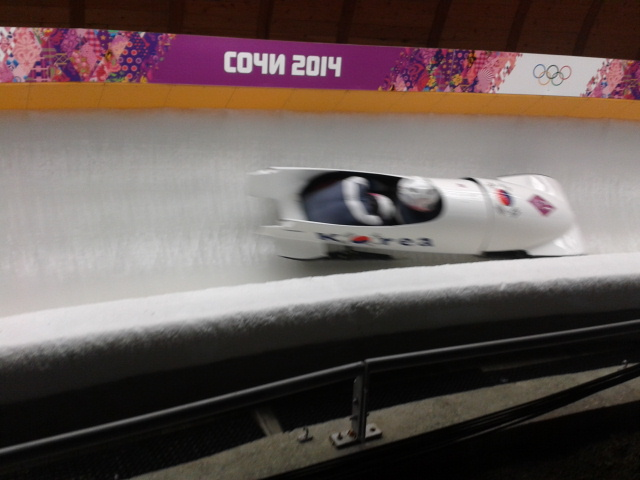
2인승

* 표시가 붙은 선수는 봅슬레이 파일럿이다.

### 쇼트트랙 스피드 스케이팅
대한민국은 2013년 11월에 열린 2개의 월드컵에서 선수의 성적을 기반으로 하여 남자 5명, 여자 5명의 대표팀을 선출했다.
노진규는 대표팀에 선출되었으나, 2014년 1월 14일 팔꿈치 골절로 인해 올림픽 출전을 포기하게 된다. 그의 대체 선수로는 이호석이 지명되었다. 대한민국의 대표적인 스케이터였던 안현수는 코치들과의 갈등과 국가 관계자의 지원 부족으로 인해 대표팀을 떠나게 되고. 이번 올림픽에 러시아 대표팀으로 참가하게 되었다. 그는 여러 경기에서 대한민국의 선수들을 꺾었다.
남자
| 선수                               | 세부 종목  | 예선     | 예선 | 준준결선 | 준준결선 | 준결선     | 준결선     | 결선       | 결선       | 순위 | 순위 |
| 선수                               | 세부 종목  | 기록     | 순위 | 기록     | 순위     | 기록       | 순위       | 기록       | 순위       | 순위 | 순위 |
| 박세영                             | 500m       | 41.566   | 1 Q  | PEN      | PEN      | 진출 못 함 | 진출 못 함 | 진출 못 함 | 진출 못 함 | 14   |      |
| 박세영                             | 1500m      | 2:21.087 | 3 Q  | 빈칸     | 빈칸     | 2:16.241   | 3 FB       | PEN        | PEN        | 13   |      |
| 신다운                             | 1000m      | 1:25.893 | 2 Q  | 1:24.215 | 1 Q      | 1:25.564   | 2 FA       | PEN        | PEN        | 7    |      |
| 신다운                             | 1500m      | 2:15.530 | 1 Q  | 빈칸     | 빈칸     | 2:52.061   | 4 FB       | 2:22.066   | 4          | 10   |      |
| 이한빈                             | 500m       | 41.982   | 2 Q  | 41.471   | 3        | 진출 못 함 | 진출 못 함 | 진출 못 함 | 진출 못 함 | 11   |      |
| 이한빈                             | 1000m      | 1:26.502 | 1 Q  | 1:24.444 | 1 Q      | PEN        | PEN        | 진출 못 함 | 진출 못 함 | 8    |      |
| 이한빈                             | 1500m      | 2:16.412 | 1 Q  | 빈칸     | 빈칸     | 3:11.810   | 5 AA       | 2:16.466   | 6          | 6    |      |
| 이한빈 이호석 김윤재 박세영 신다운 | 5000m 계주 | 빈칸     | 빈칸 | 빈칸     | 빈칸     | 6:48.206   | 3 FB       | 6:43.921   | 2          | 7    |      |

여자
| 선수                               | 세부 종목  | 예선     | 예선 | 준준결선 | 준준결선 | 준결선     | 준결선     | 결선       | 결선       | 순위 | 순위 |
| 선수                               | 세부 종목  | 기록     | 순위 | 기록     | 순위     | 기록       | 순위       | 기록       | 순위       | 순위 | 순위 |
| 김아랑                             | 500m       | 43.919   | 2 Q  | 43.673   | 3        | 진출 못 함 | 진출 못 함 | 진출 못 함 | 진출 못 함 | 10   |      |
| 김아랑                             | 1000m      | 1:31.640 | 1 Q  | 1:32.154 | 3        | 진출 못 함 | 진출 못 함 | 진출 못 함 | 진출 못 함 | 10   |      |
| 김아랑                             | 1500m      | 2:22.864 | 2 Q  | 빈칸     | 빈칸     | 2:22.928   | 2 FA       | PEN        | PEN        | 13   |      |
| 박승희                             | 500m       | 44.18    | 1 Q  | 43.392   | 1 Q      | 43.611     | 1 FA       | 54.207     | 3          | 3    |      |
| 박승희                             | 1000m      | 1:31.883 | 1 Q  | 1:30.801 | 2 Q      | 1:30.182   | 1 FA       | 1:30.761   | 1          | 1    |      |
| 심석희                             | 500m       | 44.197   | 2 Q  | 43.572   | 4        | 진출 못 함 | 진출 못 함 | 진출 못 함 | 진출 못 함 | 14   |      |
| 심석희                             | 1000m      | 1:31.046 | 1 Q  | 1:29.356 | 1 Q      | 1:31.237   | 1 FA       | 1:31.027   | 3          | 3    |      |
| 심석희                             | 1500m      | 2:24.765 | 1 Q  | 빈칸     | 빈칸     | 2:18.966   | 2 FA       | 2:19.239   | 2          | 2    |      |
| 조해리                             | 1500m      | 2:27.629 | 1 Q  | 빈칸     | 빈칸     | PEN        | PEN        | 진출 못 함 | 진출 못 함 | 19   |      |
| 조해리 김아랑 공상정 박승희 심석희 | 3000m 계주 | 빈칸     | 빈칸 | 빈칸     | 빈칸     | 4:08.052   | 1 FA       | 4:09.498   | 1          | 1    |      |

범례: FA – 메달 라운드 진출; FB – 하위 라운드 진출; AA – 다른 선수의 반칙으로 피해를 입어 메달 라운드 진출; DSQ - 실격

### 스노보드
알파인
| 선수   | 세부 종목 | 예선    | 예선 | 16강       | 준준결선   | 준결선     | 결선       | 결선       |
| 선수   | 세부 종목 | 시간    | 순위 | 상대 시간  | 상대 시간  | 상대 시간  | 상대 시간  | 순위       |
| 김상겸 | 남자 PGS  | 1:40.27 | 17   | 진출 못 함 | 진출 못 함 | 진출 못 함 | 진출 못 함 | 진출 못 함 |
| 김상겸 | 남자 PSL  | 1:02.35 | 26   | 진출 못 함 | 진출 못 함 | 진출 못 함 | 진출 못 함 | 진출 못 함 |
| 신봉식 | 남자 PGS  | 1:43.43 | 26   | 진출 못 함 | 진출 못 함 | 진출 못 함 | 진출 못 함 | 진출 못 함 |
| 신봉식 | 남자 PSL  | 1:00.32 | 23   | 진출 못 함 | 진출 못 함 | 진출 못 함 | 진출 못 함 | 진출 못 함 |

프리스타일
| 선수   | 세부 종목       | 예선  | 예선  | 예선  | 예선 | 준결선     | 준결선     | 준결선     | 준결선     | 결선       | 결선       | 결선       | 결선       |
| 선수   | 세부 종목       | 1차   | 2차   | 최고  | 순위 | 1차        | 2차        | 최고       | 순위       | 1차        | 2차        | 최고       | 순위       |
| 김호준 | 남자 하프파이프 | 61.75 | 20.00 | 61.75 | 14   | 진출 못 함 | 진출 못 함 | 진출 못 함 | 진출 못 함 | 진출 못 함 | 진출 못 함 | 진출 못 함 | 진출 못 함 |
| 이광기 | 남자 하프파이프 | 27.00 | 69.50 | 69.50 | 11   | 진출 못 함 | 진출 못 함 | 진출 못 함 | 진출 못 함 | 진출 못 함 | 진출 못 함 | 진출 못 함 | 진출 못 함 |

범례: QF – 결선 자동 진출, QS – 준결선 진출

### 스켈레톤
4회 연속 올림픽 진출이자 사상 처음으로 남자 종목에서 두 명의 선수가 출전하게 되었다.
| 선수   | 세부 종목 | 1차 시기 | 1차 시기 | 2차 시기 | 2차 시기 | 3차 시기 | 3차 시기 | 4차 시기   | 4차 시기   | 합계    | 합계 |
| 선수   | 세부 종목 | 기록     | 순위     | 기록     | 순위     | 기록     | 순위     | 기록       | 순위       | 기록    | 순위 |
| 윤성빈 | 남자      | 57.54    | 15       | 57.02    | 9        | 57.90    | 20       | 57.11      | 15         | 3:49.57 | 16   |
| 이한신 | 남자      | 58.41    | 25       | 58.12    | 22       | 58.64    | 24       | 진출 못 함 | 진출 못 함 | 2:55.17 | 24   |

### 스키 점프
총 네 명의 선수가 출전 자격을 얻었다.
| 선수                        | 세부 종목         | 예선  | 예선  | 예선 | 결선 1차 시기 | 결선 1차 시기 | 결선 1차 시기 | 결선 2차 시기 | 결선 2차 시기 | 결선 2차 시기 | 합계 | 합계 | 합계 |
| 선수                        | 세부 종목         | 거리  | 점수  | 순위 | 거리          | 점수          | 순위          | 거리          | 점수          | 순위          | 점수 | 순위 |      |
| 최흥철                      | 남자 노멀 힐      | 90.0  | 105.9 | 34 Q | 95.0          | 109.1         | 42            | 진출 못 함    | 진출 못 함    | 진출 못 함    |      | 42   |      |
| 최흥철                      | 남자 라지 힐      | 116.0 | 88.6  | 37 Q | 121.5         | 99.0          | 44            | 진출 못 함    | 진출 못 함    | 진출 못 함    |      | 44   |      |
| 최서우                      | 남자 노멀 힐      | 96.5  | 113.7 | 18 Q | 95.0          | 116.2         | 33            | 진출 못 함    | 진출 못 함    | 진출 못 함    |      | 33   |      |
| 최서우                      | 남자 라지 힐      | 117.0 | 97.7  | 29 Q | 122.0         | 106.4         | 39            | 진출 못 함    | 진출 못 함    | 진출 못 함    |      | 39   |      |
| 강칠구                      | 남자 노멀 힐      | 89.0  | 99.3  | 42   | 진출 못 함    | 진출 못 함    | 진출 못 함    | 진출 못 함    | 진출 못 함    | 진출 못 함    |      | 42   |      |
| 강칠구                      | 남자 라지 힐      | 104.5 | 78.8  | 45   | 진출 못 함    | 진출 못 함    | 진출 못 함    | 진출 못 함    | 진출 못 함    | 진출 못 함    |      | 45   |      |
| 김현기                      | 남자 노멀 힐      | 96.0  | 114.4 | 16 Q | 92.5          | 109.2         | 41            | 진출 못 함    | 진출 못 함    | 진출 못 함    |      | 41   |      |
| 김현기                      | 남자 라지 힐      | 111.0 | 80.3  | 44   | 진출 못 함    | 진출 못 함    | 진출 못 함    | 진출 못 함    | 진출 못 함    | 진출 못 함    |      | 44   |      |
| 최흥철 최서우 강칠구 김현기 | 남자 라지 힐 단체 |       |       |      | 476.5         | 402.0         | 11            | 진출 못 함    | 진출 못 함    | 진출 못 함    |      | 11   |      |

### 스피드 스케이팅
남자
| 선수   | 세부 종목 | 1차 시기 | 1차 시기 | 2차 시기 | 2차 시기 | 결선     | 결선 |
| 선수   | 세부 종목 | 기록     | 순위     | 기록     | 순위     | 기록     | 순위 |
| 주형준 | 1500m     | 빈칸     | 빈칸     | 빈칸     | 빈칸     | 1:48.59  | 29   |
| 김철민 | 5000m     | 빈칸     | 빈칸     | 빈칸     | 빈칸     | 6:37.28  | 24   |
| 김준호 | 500m      | 35.43    | 25       | 35.42    | 21       | 70.85    | 21   |
| 김태윤 | 1000m     | 빈칸     | 빈칸     | 빈칸     | 빈칸     | 1:10.81  | 30   |
| 이강석 | 500m      | 35.45    | 26       | 35.42    | 22       | 70.87    | 22   |
| 이규혁 | 500m      | 35.16    | 12       | 35.48    | 23       | 70.65    | 18   |
| 이규혁 | 1000m     | 빈칸     | 빈칸     | 빈칸     | 빈칸     | 1:10.04  | 21   |
| 이승훈 | 5000m     | 빈칸     | 빈칸     | 빈칸     | 빈칸     | 6:25.61  | 12   |
| 이승훈 | 10000m    | 빈칸     | 빈칸     | 빈칸     | 빈칸     | 13:11.68 | 4    |
| 모태범 | 500m      | 34.84    | 4        | 34.84    | 5        | 69.68    | 4    |
| 모태범 | 1000m     | 빈칸     | 빈칸     | 빈칸     | 빈칸     | 1:09.37  | 12   |

여자
| 선수   | 세부 종목 | 1차 시기 | 1차 시기 | 2차 시기 | 2차 시기 | 결선    | 결선 |
| 선수   | 세부 종목 | 기록     | 순위     | 기록     | 순위     | 기록    | 순위 |
| 김보름 | 1500m     | 빈칸     | 빈칸     | 빈칸     | 빈칸     | 1:59.78 | 21   |
| 김보름 | 3000m     | 빈칸     | 빈칸     | 빈칸     | 빈칸     | 4:12.08 | 13   |
| 김현영 | 500m      | 39.19    | 24       | 39.04    | 24       | 78.23   | 24   |
| 김현영 | 1000m     | 빈칸     | 빈칸     | 빈칸     | 빈칸     | 1:18.10 | 28   |
| 이보라 | 500m      | 38.93    | 20       | 38.82    | 21       | 77.75   | 20   |
| 이보라 | 1000m     | 빈칸     | 빈칸     | 빈칸     | 빈칸     | 1:57.49 | 35   |
| 이상화 | 500m      | 37.42    | 1        | 37.28    | 1        | 74.70   | 1    |
| 이상화 | 1000m     | 빈칸     | 빈칸     | 빈칸     | 빈칸     | 1:15.94 | 12   |
| 노선영 | 1500m     | 빈칸     | 빈칸     | 빈칸     | 빈칸     | 2:01.07 | 29   |
| 노선영 | 3000m     | 빈칸     | 빈칸     | 빈칸     | 빈칸     | 4:19.02 | 25   |
| 박승주 | 500m      | 39.207   | 26       | 39.11    | 26       | 78.31   | 26   |
| 박승주 | 1000m     | 빈칸     | 빈칸     | 빈칸     | 빈칸     | 1:18.94 | 31   |
| 양신영 | 1500m     | 빈칸     | 빈칸     | 빈칸     | 빈칸     | 2:04.13 | 36   |
| 양신영 | 3000m     | 빈칸     | 빈칸     | 빈칸     | 빈칸     | 4:23.67 | 27   |

팀 추월
| 선수                 | 세부 종목    | 준준결선                  | 준결선                    | 결선                                   | 결선 |
| 선수                 | 세부 종목    | 상대 팀                   | 상대 팀                   | 상대 팀                                | 순위 |
| 주형준 김철민 이승훈 | 남자 팀 추월 | 러시아 (RUS) · 승 3:40.84 | 캐나다 (CAN) · 승 3:42.32 | 파이널 A · 네덜란드 (NED) · 패 3:40.85 | 2    |
| 김보름 노선영 양신영 | 여자 팀 추월 | 일본 (JPN) · 패 3:05.28   | 진출하지 못함             | 파이널 D · 노르웨이 (NOR) · 패 3:11.54 | 8    |

### 알파인 스키
2014년 1월 27일 발표된 할당 인원에 따라 대한민국은 알파인 스키에서 총 5명의 할당 인원을 배정받았다.
| 선수   | 세부 종목      | 1차 시기 | 1차 시기 | 2차 시기 | 2차 시기 | 합계    | 합계      |
| 선수   | 세부 종목      | 기록     | 순위     | 기록     | 순위     | 기록    | 최종 순위 |
| 경성현 | 남자 대회전    | 1:34.03  | 66       | 1:41.17  | 70       | 3:15.20 | 66        |
| 경성현 | 남자 회전 활강 | DNF      | DNF      | DNF      | DNF      | DNF     | DNF       |
| 박제윤 | 남자 대회전    | DNF      | DNF      | DNF      | DNF      | DNF     | DNF       |
| 박제윤 | 남자 회전 활강 | DNF      | DNF      | DNF      | DNF      | DNF     | DNF       |
| 정동현 | 남자 대회전    | 1:26.72  | 44       | 1:28.54  | 41       | 2:55.26 | 41        |
| 정동현 | 남자 회전 활강 | DNF      | DNF      | DNF      | DNF      | DNF     | DNF       |
| 강영서 | 여자 회전 활강 | 1:18.84  | 59       | 1:17.61  | 49       | 2:36.45 | 49        |
| 김소희 | 여자 대회전    | 1:31.47  | 59       | 1:30.36  | 52       | 3:01.83 | 53        |
| 김소희 | 여자 회전 활강 | DNF      | DNF      | DNF      | DNF      | DNF     | DNF       |

범례 : DNF - 경기를 마치지 않음

### 컬링
여자
- 라운드 로빈

| 선수                               | 상대팀               | 승패    | 순위          |
| 김은지 김지선 신미성 엄민지 이슬비 | 일본 (JPN)           | 승 12:7 | 8위 (3승 6패) |
| 김은지 김지선 신미성 엄민지 이슬비 | 스위스 (SUI)         | 패 6:8  | 8위 (3승 6패) |
| 김은지 김지선 신미성 엄민지 이슬비 | 스웨덴 (SWE)         | 패 4:7  | 8위 (3승 6패) |
| 김은지 김지선 신미성 엄민지 이슬비 | 러시아 (RUS)         | 승 8:4  | 8위 (3승 6패) |
| 김은지 김지선 신미성 엄민지 이슬비 | 중화인민공화국 (CHN) | 패 3:11 | 8위 (3승 6패) |
| 김은지 김지선 신미성 엄민지 이슬비 | 영국 (GBR)           | 패 8:10 | 8위 (3승 6패) |
| 김은지 김지선 신미성 엄민지 이슬비 | 덴마크 (DEN)         | 패 4:7  | 8위 (3승 6패) |
| 김은지 김지선 신미성 엄민지 이슬비 | 미국 (USA)           | 승 11:2 | 8위 (3승 6패) |
| 김은지 김지선 신미성 엄민지 이슬비 | 캐나다 (CAN)         | 패 4:9  | 8위 (3승 6패) |

### 크로스컨트리 스키
2014년 1월 27일 발표된 국가별 할당 인원에 따라 대한민국은 총 두 명의 선수가 출전하게 되었다. 두 선수 모두 클래식 종목에만 출전한다.
| 선수   | 세부 종목            | 클래식  | 클래식 | 프리스타일 | 프리스타일 | 합계      | 합계    | 합계 |
| 선수   | 세부 종목            | 기록    | 순위   | 기록       | 순위       | 기록      | 차이    | 순위 |
| 황준호 | 남자 15km 클래식     |         |        |            |            | 44:34.8   | +6:05.1 | 68   |
| 황준호 | 남자 30km 스키애슬론 | 41:22.6 | 67     | LAP        | 68         | LAP       | LAP     | 68   |
| 이채원 | 여자 10km 클래식     |         |        |            |            | 32:16.9   | +3:59.1 | 51   |
| 이채원 | 여자 15km 스키애슬론 | 22:41.1 | 59     | 20:51.3    | 41         | 44:17.2   | +5:43.6 | 54   |
| 이채원 | 여자 30km 프리스타일 |         |        |            |            | 1:16:38.2 | +5:33.0 | 36   |

### 프리스타일 스키
모굴
| 선수   | 세부 종목 | 예선  | 예선  | 예선  | 예선  | 예선  | 예선  | 예선  | 예선  | 결선       | 결선       | 결선       | 결선       | 결선       | 결선       | 결선       | 결선       | 결선       | 결선       | 결선       | 결선       |
| 선수   | 세부 종목 | Run 1 | Run 1 | Run 1 | Run 1 | Run 2 | Run 2 | Run 2 | Run 2 | Run 1      | Run 1      | Run 1      | Run 1      | Run 2      | Run 2      | Run 2      | Run 2      | Run 3      | Run 3      | Run 3      | Run 3      |
| 선수   | 세부 종목 | 시간  | 점수  | 합계  | 순위  | 시간  | 점수  | 합계  | 순위  | 시간       | 점수       | 합계       | 순위       | 시간       | 점수       | 합계       | 순위       | 시간       | 점수       | 합계       | 순위       |
| 최재우 | 남자 모굴 | 24.61 | 14.16 | 20.56 | 15    | 26.08 | 16.2  | 21.9  | 2 Q   | 25.27      | 16.03      | 22.11      | 10 Q       | DNF        | DNF        | DNF        | DNF        | 진출 못 함 | 진출 못 함 | 진출 못 함 | 진출 못 함 |
| 서지원 | 여자 모굴 | 33.49 | 11.30 | 15.95 | 24    | 33.02 | 10.56 | 15.4  | 13    | 진출 못 함 | 진출 못 함 | 진출 못 함 | 진출 못 함 | 진출 못 함 | 진출 못 함 | 진출 못 함 | 진출 못 함 | 진출 못 함 | 진출 못 함 | 진출 못 함 | 진출 못 함 |
| 서정화 | 여자 모굴 | DNS   | DNS   | DNS   | DNS   | 33.56 | 9.54  | 14.16 | 14    | 진출 못 함 | 진출 못 함 | 진출 못 함 | 진출 못 함 | 진출 못 함 | 진출 못 함 | 진출 못 함 | 진출 못 함 | 진출 못 함 | 진출 못 함 | 진출 못 함 | 진출 못 함 |

하프파이프
| 선수   | 세부 종목            | 예선     | 예선     | 예선      | 예선 | 결선       | 결선       | 결선       | 결선       |
| 선수   | 세부 종목            | 1차 시기 | 2차 시기 | 최고 득점 | 순위 | 1차 시기   | 2차 시기   | 최고 득점  | 순위       |
| 김광진 | 남자 스키 하프파이프 | 45.40    | 34.40    | 45.40     | 25   | 진출 못 함 | 진출 못 함 | 진출 못 함 | 진출 못 함 |
| 박희진 | 여자 스키 하프파이프 | 42.40    | 20.40    | 42.40     | 21   | 진출 못 함 | 진출 못 함 | 진출 못 함 | 진출 못 함 |

### 피겨 스케이팅
대한민국은 목표 할당 인원수를 달성하며 세 명의 선수가 대표팀에 선출되었다.
| 선수   | 세부 종목 | 쇼트 프로그램 | 쇼트 프로그램 | 프리 스케이팅 | 프리 스케이팅 | 합계   | 합계 |
| 선수   | 세부 종목 | 점수          | 순위          | 점수          | 순위          | 점수   | 순위 |
| 김해진 | 여자 싱글 | 54.37         | 18 Q          | 95.11         | 17            | 149.48 | 16   |
| 김연아 | 여자 싱글 | 74.92         | 1 Q           | 144.19        | 2             | 219.11 | 2    |
| 박소연 | 여자 싱글 | 49.14         | 23 Q          | 93.83         | 19            | 142.97 | 21   |

## 같이 보기
- 2014년 동계 패럴림픽 대한민국 선수단